# 奥野信亮
奥野 信亮（おくの しんすけ、1944年3月5日 - ）は、日本の政治家。勲等は旭日大綬章。
衆議院議員（6期）、法務大臣政務官、法務副大臣、衆議院法務委員長、総務副大臣、自由民主党法務部会長、自由民主党奈良県連会長を歴任。父は衆議院議員の奥野誠亮、弟は経済学者の奥野正寛。

## 来歴
東京都出身。内務官僚だった奥野誠亮と母・宏子の間に長男として生まれる。1962年3月、慶應義塾高等学校卒業。慶應義塾大学工学部管理工学科2年生の1963年11月、父親が衆院選に立候補し初当選した。1966年3月、慶應義塾大学工学部管理工学科卒業。同年4月、日産自動車株式会社に入社。
1996年1月、日産自動車取締役に就任。1999年6月、日産グループの株式会社バンテックの代表取締役社長に就任。2003年9月、株式会社バンテックの代表取締役会長兼CEOに就任。

### 政治家として
父親の奥野誠亮は2003年11月の第43回衆議院議員総選挙に出馬せず政界を引退。その後継として奈良3区から自民党公認で立候補し初当選を果たした。2005年、第44回衆議院議員総選挙で再選。
2006年2月、株式会社バンテックホールディングス取締役に就任。同年9月、第1次安倍内閣で法務大臣政務官に就任。
2009年の第45回衆議院議員総選挙で民主党新人の吉川政重に敗れ、比例復活もできず落選。
2012年の第46回衆議院議員総選挙で日本維新の会新人の西峰正佳、民主党現職の吉川、日本共産党新人の豆田至功の3候補を破り、3期目の当選を果たす。
2014年の第47回衆議院議員総選挙で維新の党新人の栗原絵里子、日本共産党新人の正木敦の2候補を破り4選。
2016年、自由民主党人事委員長、清和政策研究会政策委員長に就任。2017年、総務副大臣（主に旧自治省担当）に就任。
2017年6月の公職選挙法改正で奈良4区は廃止され、全域が新しい「奈良3区」となった。候補者調整の結果、同年10月の第48回衆議院議員総選挙は、旧奈良4区の田野瀬太道が奈良3区に回り、奥野は比例近畿ブロックから単独1位で立候補し、5期目の当選を果たした。
2020年、自由民主党法務部会長に就任。
2021年の第49回衆議院議員総選挙は比例近畿ブロックから単独1位で立候補し6選。
2022年、自民党奈良県連はこの年に行われる予定だった会長選挙を先延ばしにし、それに伴い、奥野は会長職を引き続き担った。同年8月27日、党県連は奥野が同日付で会長を辞任したことを報道陣に発表した。県連幹事長の荻田義雄は奥野の辞任の理由について「任期を過ぎているから」と述べ、7月8日に奈良市内で起きた安倍晋三銃撃事件を受けた引責辞任との見方は否定した。奥野は後任を選ぶ会長選挙に立候補を届け出ていたが、9月25日の総務会で「県連の分裂は回避すべき」などと述べて立候補を取り下げたため、唯一の候補者となった高市早苗が会長に就任した。
2024年10月9日、事務所を通じ、同月の第50回衆議院議員総選挙の不出馬を表明した。
2025年春の叙勲で旭日大綬章を受章。

## 政策・主張

### 憲法
- 憲法改正について、2021年のアンケートで「賛成」と回答[12]。

- 憲法9条について、2021年の毎日新聞社のアンケートで「改正して自衛隊の存在を明記すべきだ」と回答[13]。

- 改正すべき項目として「自衛隊の保持を明記する」「集団的自衛権の保持を明記する」「環境権に関する条項を新設する」「プライバシー権に関する条項を新設する」「知る権利に関する条項を新設する」「各都道府県から必ず1人は参議院議員を選出するよう明記する」「憲法改正の発議要件を各院の過半数にする」「緊急事態に関する条項を新設する」と主張[12]。

- 憲法を改正し緊急事態条項を設けることについて、2021年の毎日新聞社のアンケートで「賛成」と回答[13]。

### 外交・安全保障
- 「他国からの攻撃が予想される場合には敵基地攻撃もためらうべきではない」との問題提起に対し、2021年のアンケートで「どちらとも言えない」と回答[12]。

- 「北朝鮮に対しては対話よりも圧力を優先すべきだ」との問題提起に対し、2021年のアンケートで「どちらとも言えない」と回答[12]。

- 普天間基地の辺野古移設について、2021年のアンケートで「どちらかといえば賛成」と回答[12]。

- 徴用工訴訟などの歴史問題をめぐる日韓の関係悪化についてどう考えるかとの問いに対し、2021年の毎日新聞社のアンケートで「より強い態度で臨む」と回答[13]。

### ジェンダー
- 選択的夫婦別姓制度の導入について、2021年のアンケートで「反対」と回答[12]。

- 同性婚を可能とする法改正について、2021年のアンケートで「反対」と回答[12]。

- 「LGBTなど性的少数者をめぐる理解増進法案を早期に成立させるべきか」との問題提起に対し、2021年のアンケートで「どちらかと言えば賛成」と回答[12]。

- クオータ制の導入について、2021年の毎日新聞社のアンケートで「賛成」と回答[13]。

### その他
- 森友学園への国有地売却をめぐる公文書改竄問題で、2021年5月6日、国は「赤木ファイル」の存在を初めて認めた[14]。しかし5月13日、菅義偉首相はファイルの存在を踏まえた再調査を行わない考えを報道各社に書面で示した[15]。9月の自民党総裁選挙で総裁に選出された岸田文雄も10月11日、衆議院本会議の代表質問で再調査の実施を否定した[16]。国の対応をどう考えるかとの同年の毎日新聞社のアンケートに対し「これ以上、調査や説明は必要ない」と回答[13]。

- 女性宮家について、2012年の毎日新聞社のアンケートで「反対」と回答[17]。

- 原発ゼロ政策ついて、2012年の毎日新聞社のアンケートで「反対」と回答[17]。

- 2024年10月の政界引退時には20年間の政治家人生の中で郵政民営化を一番のミスとして挙げ、小泉純一郎総理に騙されたと主張した[18]。

## 人物・不祥事

### 統一教会との関係
- 2012年9月25日、統一教会（世界平和統一家庭連合）の関連団体「世界平和女性連合」真美ケ丘支部、吉野支部の発会式に招待され、出席した。真美ケ丘支部長の自宅も訪問し、会員に対し「家族を中心とした国造りの基軸が崩れた戦後、日本がおかしくなってしまった。憲法を改正し、日本のあるべき姿を取り戻さなくてはならない」と訴えた[19]。

- 2013年6月23日、奥野が代表を務める「自由民主党奈良県第三選挙区支部」は、統一教会の関連団体「世界平和連合奈良県連合会」に支援団体会合費として5万円を支出した[20]。

- 2014年7月6日、「自由民主党奈良県第三選挙区支部」は、「世界平和連合奈良県連合会」に支援団体会合費として3万円を支出した[21]。

- 2018年10月25日、「国際勝共連合創立50周年記念大会」がザ・キャピトルホテル 東急で開催。同大会に出席[22][23][24]。

- 2019年10月5日、統一教会の関連団体「天宙平和連合」（UPF-Japan）は、国際会議「ジャパンサミット＆リーダーシップカンファレンス」をホテルナゴヤキャッスルで開催[25][26][27]。韓鶴子や梶栗正義が壇上に立り、元米国下院議長のニュート・ギングリッチ、下院議員のアンディ・ビッグスが出席した同イベント[28]に、奥野は来賓として出席した[25][29]。

- 2021年6月11日、「天宙平和連合」が創設した世界平和国会議員連合の日本の議員連盟「日本・世界平和議員連合懇談会」の総会が衆議院第一議員会館で開催。奥野を含む20人の国会議員が出席し[30]、奥野は幹事に就任した。同議連は前年に設立された団体で、初代会長は大野功統だった[31][32]。総会で会長に選出された原田義昭は6月15日、フェイスブックにその旨を記載するとともに、出席議員と国際勝共連合会長の梶栗正義がガッツポーズをする写真を掲載した[30][32]。翌16日、原田は投稿から写真だけ削除した[33]。

- 2022年6月13日、「日本・世界平和議員連合懇談会」は総会を開催。奥野は会長代行に選出された。顧問である国際勝共連合会長の梶栗が講演をし、講演の際、統一教会の関連団体「平和政策研究所（IPP）」が発行する「政策情報レポート」が配られた。総会資料のアンケート用紙には、梶栗が会長を務める統一教会の友好団体「世界平和連合」[34]に関する記述があり、「次期参議院選挙の地方区で、世界平和連合の応援を希望する議員がおられればお書き下さい」と書かれてあった[35]。奥野は会長代行として、「この懇談会に入っていればしっかり（選挙で）応援してくれる」という趣旨の発言をした[36]。

- 2022年8月4日、AERA dot.は奥野に対するインタビューを配信。奥野は統一教会との関係の詳細を語り、「世界平和連合と付き合い始める前に、文鮮明氏とかかわりがあるのかと尋ねたら、世界平和連合側が『ない』と言った。だから、なぜ世界平和連合との関係を問題視しているか、私にはわからない」と答えた[36]。

- 2022年7月から8月にかけて、共同通信社は、全国会議員712人を対象に、統一教会との関わりを尋ねるアンケートを実施。8月31日に各議員の回答の全文を公表した。岸田文雄首相は8月8日の自民党臨時役員会で、統一教会をめぐり「政治家の責任で関係をそれぞれ点検し、適正に見直してもらいたい」と述べ、党所属国会議員全員に通達するよう指示[37]しながらも、自身はアンケートに答えることを拒否した[注 1]。奥野もアンケートに答えることを拒否した[42][43]。
- 2022年9月15日、会長代行を務めた「日本・世界平和議員連合懇談会」をめぐり、毎日新聞から取材を受けた際、「議連は既に解散した。私は旧統一教会には関わっていない」と答えた[44]。

### 私設秘書の逮捕
2007年、奥野の私設秘書が大麻を隠し持っていたとして警視庁品川署に大麻取締法違反（所持）の現行犯で逮捕された。

### 寄付金問題
落選していた2010年及び2011年に、所属する自民党支部に計3,650万円を寄付させ、自らが資金管理団体に還流させることで寄付する形で所得税の控除を受けていたことが明らかになった。

### Jアラート関連
2017年8月29日の早朝に北朝鮮より弾道ミサイルが発射された（北朝鮮によるミサイル発射実験 (2017年8月)）ことにより発信された全国瞬時警報システム（Jアラート）が一部で伝わらなかった問題で、翌30日参議院外交防衛委員会で、「使っている方がもう少し勉強していれば」と、利用者に原因の一部があるとの見方を示した。民進党の白眞勲が「勉強しなくても誰でもJアラートは伝えなければいけない。『勉強して頂ければ』と言ったらまずい」と撤回を求めると、「そう言ったとすれば少し撤回するが、我々がもう少し勉強して、スマホのユーザーにしっかり伝わるような宣伝をしていかなくてはいけない」と釈明した。

## 家族・親戚
元内務官僚・元衆議院議員の奥野誠亮（2016年11月16日に逝去）の長男。弟は東大名誉教授の奥野正寛（藤原正寛）。長女は元宝塚歌劇団の夢奈さや。
元文部科学事務次官の前川喜平、衆議院議員の中曽根康隆、日本交通株式会社代表取締役会長の川鍋一朗は遠い親戚にあたる（父・誠亮の従姉妹・尚美が前川昭一の妻で、前川喜平の母、中曽根康隆と川鍋文子（川鍋一朗の妻）の祖母）。

## 選挙歴
| 当落 | 選挙                   | 執行日         | 年齢 | 選挙区   | 政党       | 得票数     | 得票率 | 定数 | 得票順位 /候補者数 | 政党内比例順位 /政党当選者数 |
| ---- | ---------------------- | -------------- | ---- | -------- | ---------- | ---------- | ------ | ---- | ------------------ | ---------------------------- |
| 当   | 第43回衆議院議員総選挙 | 2003年11月09日 | 59   | 奈良3区  | 自由民主党 | 8万1345票  | 47.65% | 1    | 1/4                | /                            |
| 当   | 第44回衆議院議員総選挙 | 2005年09月11日 | 61   | 奈良3区  | 自由民主党 | 10万4572票 | 52.89% | 1    | 1/3                | /                            |
| 落   | 第45回衆議院議員総選挙 | 2009年08月30日 | 65   | 奈良3区  | 自由民主党 | 7万5600票  | 36.95% | 1    | 2/4                | /                            |
| 当   | 第46回衆議院議員総選挙 | 2012年12月16日 | 68   | 奈良3区  | 自由民主党 | 7万6073票  | 43.12% | 1    | 1/4                | /                            |
| 当   | 第47回衆議院議員総選挙 | 2014年12月14日 | 70   | 奈良3区  | 自由民主党 | 7万9334票  | 52.64% | 1    | 1/3                | /                            |
| 当   | 第48回衆議院議員総選挙 | 2017年10月22日 | 73   | 比例近畿 | 自由民主党 |            |        | 28   | /                  | 1/9                          |
| 当   | 第49回衆議院議員総選挙 | 2021年10月31日 | 77   | 比例近畿 | 自由民主党 |            |        | 28   | /                  | 1/8                          |

## 所属団体・議員連盟
- 自民党たばこ議員連盟[51]
- 世界平和国会議員連合（日本・世界平和議員連合懇談会。旧統一教会の友好団体と自民党の国会議員らでつくる団体）会長代行[52]
- 日本会議国会議員懇談会[53]（幹事）
- 神道政治連盟国会議員懇談会[53]
- みんなで靖国神社に参拝する国会議員の会[53]
- 創生「日本」[53]
- 朝鮮通信使交流議員の会（会長代理）
- 日本の領土を守るため行動する議員連盟（幹事）
- 価値観外交を推進する議員の会
- 日本教職員組合問題究明議員連盟
- 真の人権擁護を考える懇談会
- 平和を願い真の国益を考え靖国神社参拝を支持する若手国会議員の会
- 自民党国際人材議員連盟
- 北京オリンピックを支援する議員の会
- TPP交渉における国益を守り抜く会
- 日韓議員連盟
- 対中政策に関する国会議員連盟

## 著書
- 「サバイバルプラン」会社を甦らせる経営の手法　奥野 信亮 (著)　（2004年、近代出版社）
- 「半世紀語りて尽きず」奥野誠亮　政論集　昭和篇（2017年刊、電子書籍、奥野しんすけ公式サイト）
- 「半世紀語りて尽きず」奥野誠亮　政論集　平成篇　（2017年刊、電子書籍、奥野しんすけ公式サイト）